# Piet Keizer
Petrus ("Piet") Johannes Keizer (Amsterdam, 14 de juny de 1943 - Amsterdam, 10 de febrer de 2017) fou un jugador de futbol professional neerlandès. Keizer va formar part de l'equip de futbol total de l'Ajax d'Amsterdam dels anys 1960 i 1970, especialment notables amb els entrenadors Rinus Michels i Stefan Kovacs (1965-1973). És àmpliament considerat com un dels millors jugadors en la història d'Holanda. L'escriptor neerlandès Nico Keizer Scheepmaker va dir "Cruijff és el millor, però el millor de tots era Keizer".